# 1983年臺灣
|        | 臺灣歷史 \| 台灣歷史年表 |
| 世纪： | 19世纪臺灣 \| 20世纪臺灣 \| 21世纪臺灣 |
| 年代： | 1950年代臺灣 \| 1960年代臺灣 \| 1970年代臺灣 \| 1980年代臺灣 \| 1990年代臺灣 \| 2000年代臺灣 \| 2010年代臺灣                                           |
| 年份： | 1978年臺灣 \| 1979年臺灣 \| 1980年臺灣 \| 1981年臺灣 \| 1982年臺灣 \| 1983年臺灣 \| 1984年臺灣 \| 1985年臺灣 \| 1986年臺灣 \| 1987年臺灣 \| 1988年臺灣 |
| 纪年： | 癸亥年（猪年）、中華民國72年 |

## 政府

### 國家正副元首

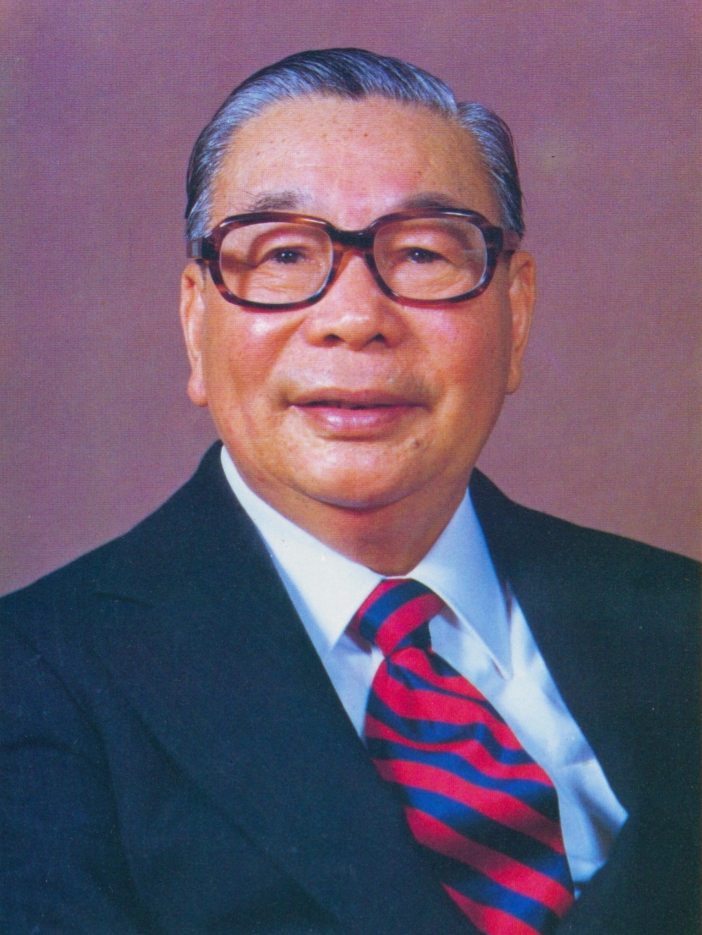
總統：蔣經國
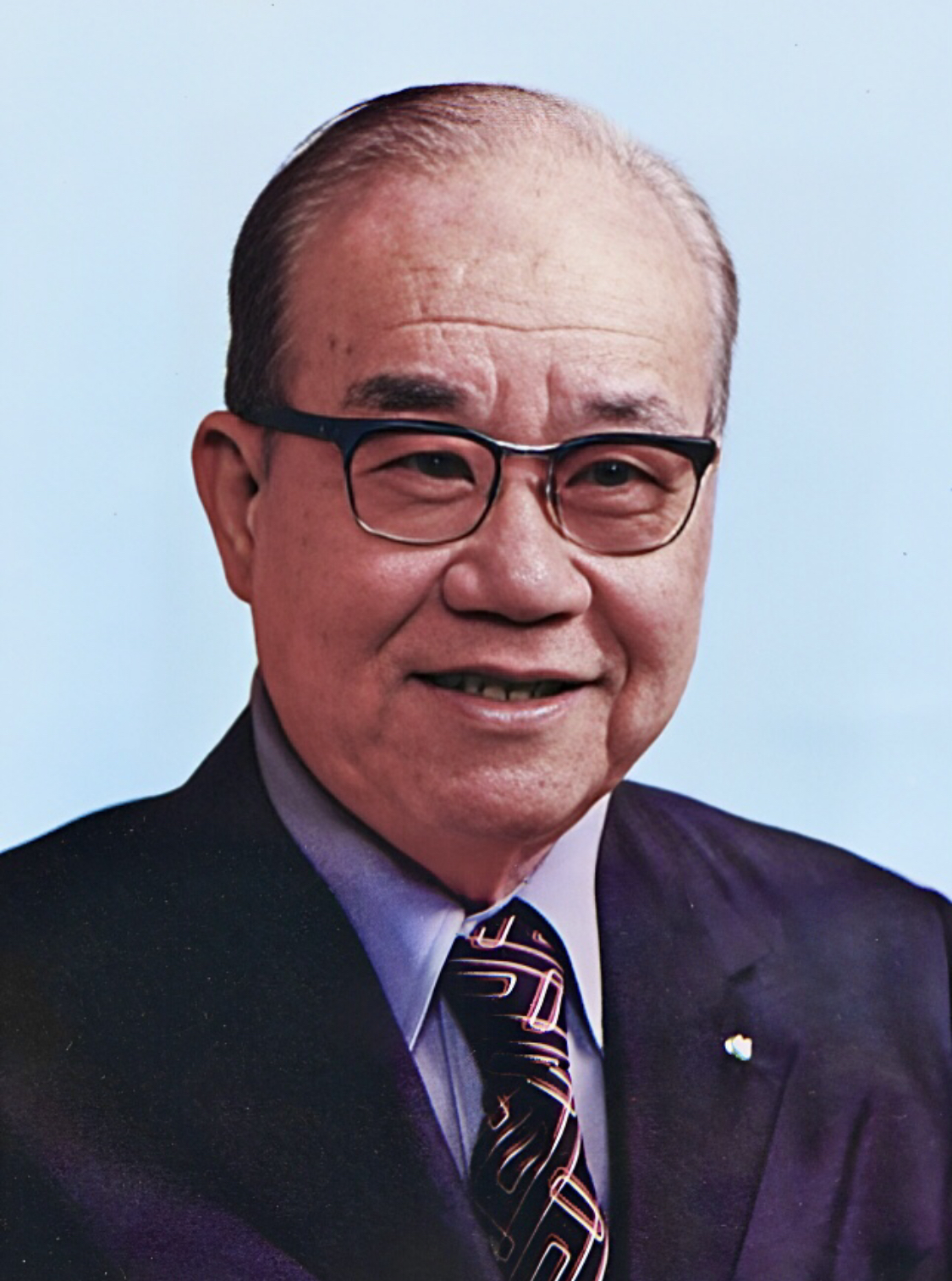
副總統：謝東閔

### 五院首長

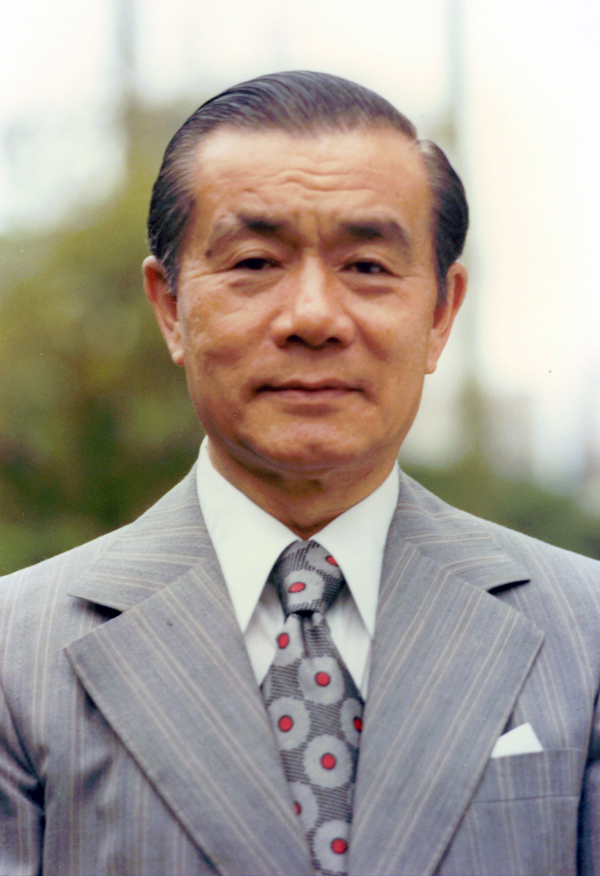
行政院院長：孫運璿
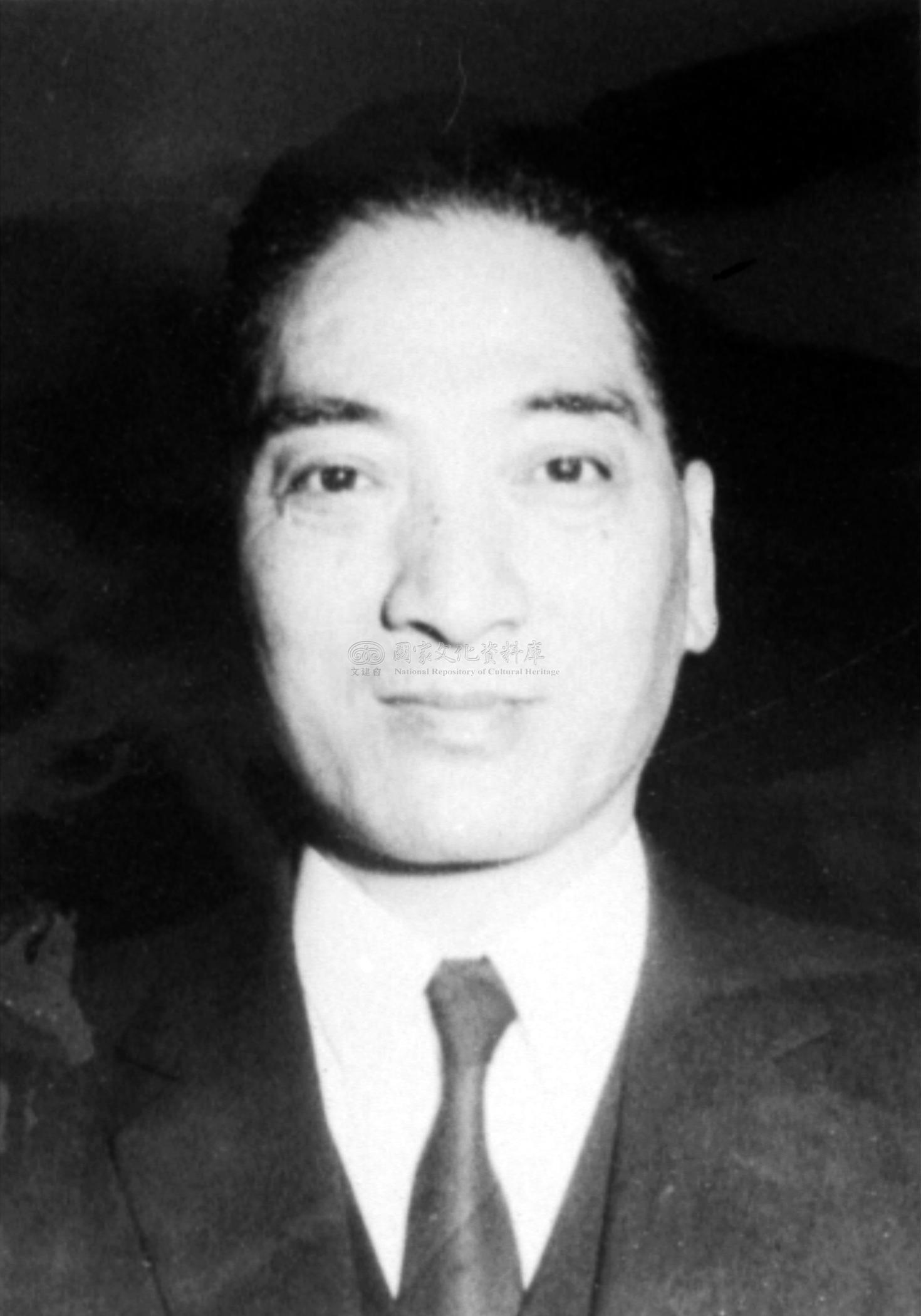
立法院院長：倪文亞
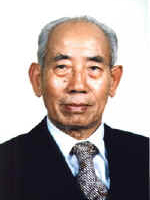
司法院院長：黃少谷
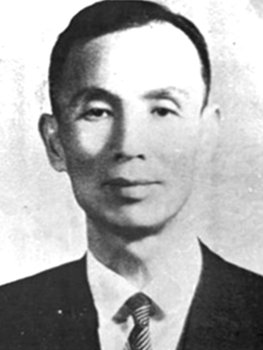
考試院院長：劉季洪
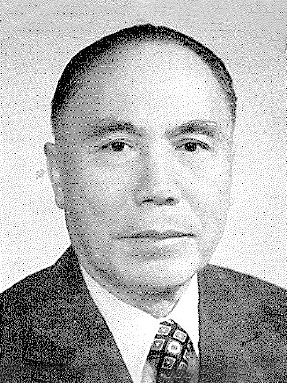
監察院院長：余俊賢

### 省政府主席

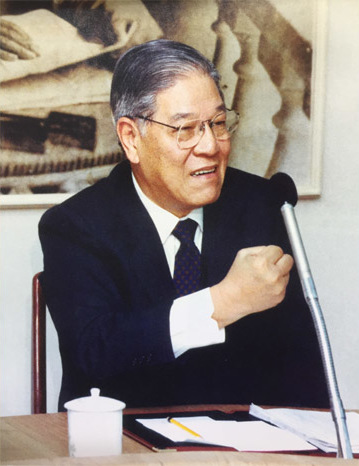
臺灣省政府主席：李登輝
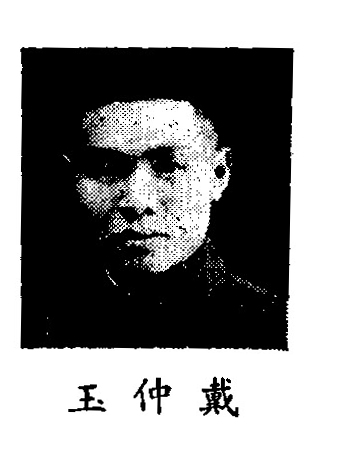
福建省政府主席：戴仲玉

## 大事記

### 1月
- 1月4日——總統府國策顧問蔡培火病逝（雲林北港人，曾擔任《臺灣民報》發行人，協助推動「臺灣議會設置請願運動」，當選行憲後第一屆立法委員，政務委員，中華民國紅十字總會副會長兼臺灣省分會會長等職。）[1]:928。
- 1月5日——蔣經國指出，中華民國目前努力重點是向中國大陸傳播民有、民治、民享理想，建立自由民主共識[1]:928。

### 3月
- 3月3日——中華民國與象牙海岸斷交。
- 3月24日——中華民國與索羅門群島建立外交關係。

### 4月
- 4月26日——臺北市發生兩報爆炸案，聯合報與中央日報報社遭臺獨人士放置炸彈而引發爆炸事故，造成數十人受傷。

### 5月

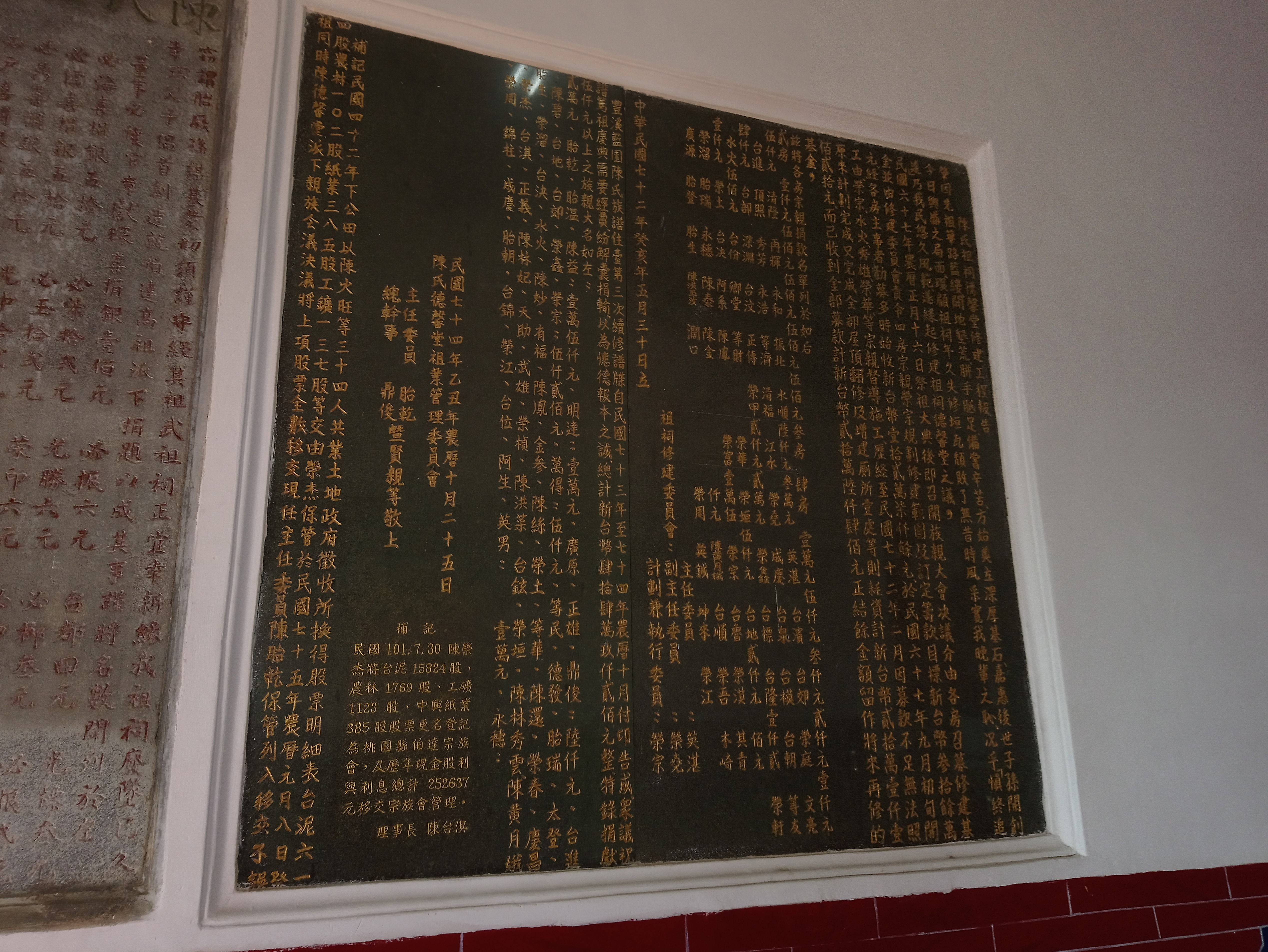
蘆竹德馨堂內〈陳氏祖祠德馨堂修建工程報告〉，1983年5月30日。

- 5月5日——發生中国民航296号航班劫机事件，世界反共联盟主席谷正纲当天致电韩国，声称此次劫机事件纯属政治事件，不应按照《海牙公约》来处理，并请求韩国将劫机者遣送台湾[2]:234。驻韩国大使薛毓麒发表声明说此次劫机为“反共义士的投奔自由”。
- 5月10日——中華民國與多米尼克建交。
- 5月14日——中華民國與賴索托斷交。

### 8月
- 8月7日——中國人民解放軍空軍飛行員孫天勤駕駛米格-21戰鬥機，於遼寧大連起飛，飛抵南韓漢城（今首爾），同年8月24日抵達臺灣，獲頒黃金7000兩，後加入中華民國空軍，授予上校軍銜。
- 8月13日——6名劫机犯被韩国司法当局宣布停止服刑，并被驱逐出境來到台湾。
- 8月24日——臺中縣豐原市豐原高中發生禮堂倒塌事故，造成26人死亡、86人受輕重傷。

### 9月
- 9月15日——臺北縣萬里鄉野柳風景區的女王頭，其頸部遭不明人士以鋸子鋸傷[3]。

### 10月
- 10月7日——行政院院長孫運璿在答覆立委徐亨、張寬、湯煥暉質詢時，表示中華民國政府極為關切香港五百萬同胞自由與福祉。[4]並嚴正聲明香港是滿清割讓，而中華民國推翻滿清，繼承滿清法統，任何涉及香港問題時須以中華民國為談判對象，英國與中華人民共和國有關香港一切談判與協議，中華民國一概不承認。[4]
- 10月8日——中華民國與聖克里斯多福及尼維斯建交。
- 10月31日——臺北關渡大橋正式開通，本橋落成時為當時世界三大鋼橋之一。

### 11月

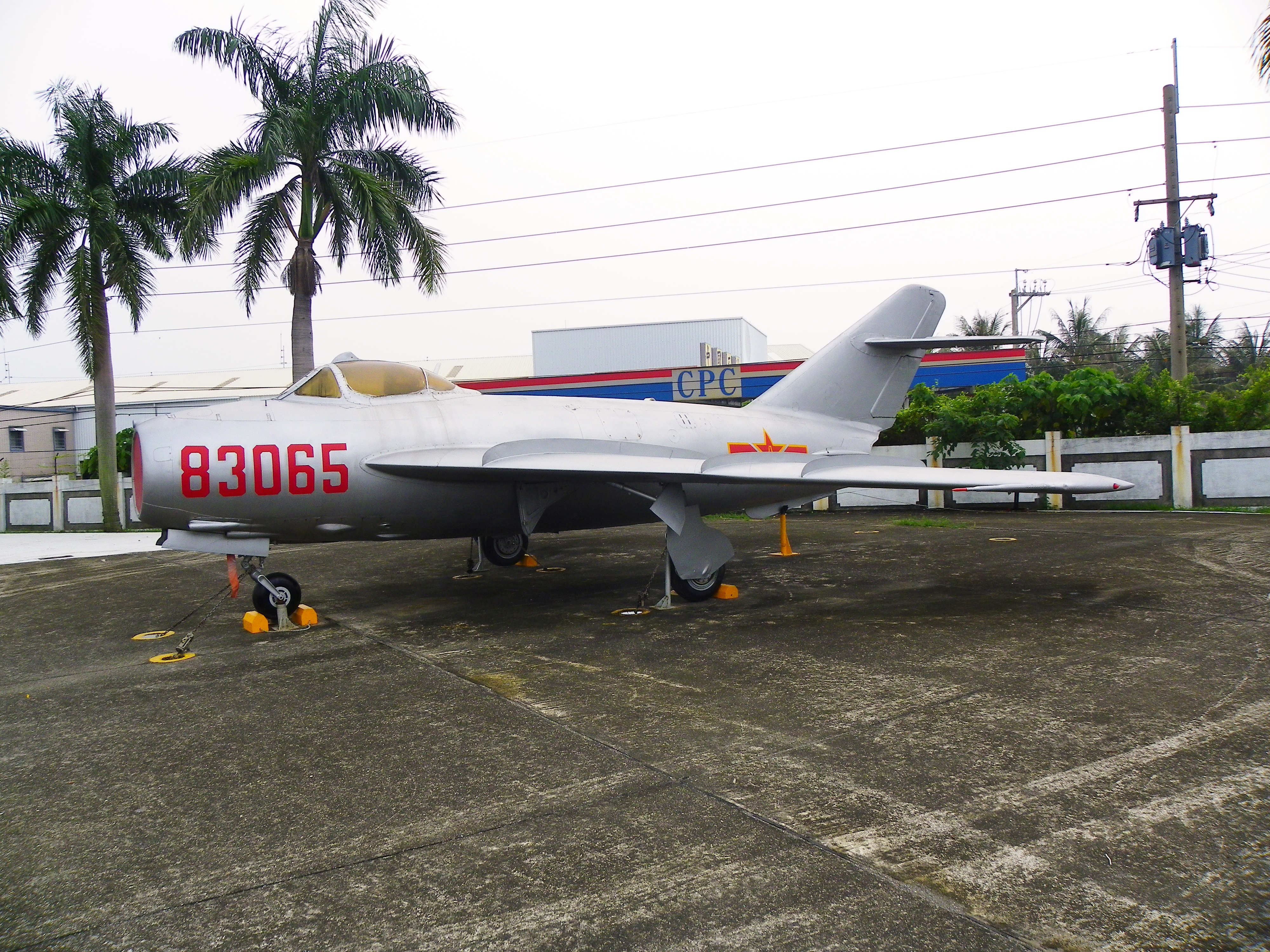
王學成駕駛之米格十七戰鬥機。

- 11月14日——中國人民解放軍空軍飛行員王學成駕駛米格-17戰鬥機，於浙江岱山機場起飛，飛抵台灣附近表明投誠。於台灣桃園國際機場著陸。王學成獲頒黃金3000兩，後加入中華民國空軍，授予少校軍銜。
- 11月15日——美國參議院外交委員會通過「台灣前途決議案」[5]:576。
- 11月16日——第20屆金馬獎於高雄市舉行頒獎典禮，由《小畢的故事》獲得最佳劇情片獎。

### 12月
- 12月3日——舉行中華民國立法委員選舉，為中華民國第一屆立法委員第四次增額立法委員選舉，選出增額立法委員98位。
- 12月24日——臺北市立美術館正式開館。
- 12月30日——台北市，華南銀行和平東路分行遭到搶劫，被搶走700多萬的現金；前一天，襄理林永泉失蹤。

## 出生
参见： 1983年出生
- 1月1日——洪孟楷：政治人物。
- 1月2日——
  - 詹智堯：棒球教練。
  - 潘俊榮：棒球選手。
- 1月5日——周佳琪：政治人物。
- 1月8日——紀家盈：歌手、演員。
- 1月10日——周采詩：演員。
- 1月14日——古庭維：鐵道迷，現任鐵道情報總編輯。
- 1月19日——黃美珍：歌手，是神木與瞳成員之一。
- 1月20日——鄭余亮：棒球選手。
- 1月21日——蔣孟玲：演員。
- 1月22日——陽耀勳：棒球選手，阿美族人。效力於中華職棒Lamigo桃猿隊，守備位置為外野手。
- 1月24日——楊閔：演員、導演。
- 1月27日——申東靖：歌手，是可米小子成員之一。
- 2月4日——吳瑞婷：歌手、啦啦隊員，曾是i.n.g成員。
- 2月6日——吳可熙：演員。
- 2月14日——李佳穎：演員。
- 2月15日——何守正：籃球選手。曾效力於台灣超級籃球聯賽台灣大籃球隊、富邦勇士。
- 2月19日——陳宗宏：棒球捕手。
- 2月20日——王心宜：模特兒。
- 2月21日——胡仁偉：棒球選手，現被終身禁賽。
- 2月23日——陳妙怡：講師、壘球運動員。
- 2月25日——梁瀚名：演員、通告藝人。
- 2月26日——鄧九雲：演員、模特兒。
- 3月2日——
  - 歐葛：廣播主持人。
  - 蔣鐵城：配音員。
- 3月3日——王威中：政治人物。
- 3月4日——王豐鑫：棒球選手。
- 3月6日——修杰楷：演員、通告藝人，是賈靜雯第二任之夫。曾在偶像劇《終極三國》演出。
- 3月8日——方秝錞：舉重運動員。
- 3月10日——楊佩婷：演員。
- 3月13日——
  - 馬修羅：導演。
  - 陳永哲：棒球選手。
- 3月16日——黃泰龍：棒球選手。
- 3月20日——林佳新：農民。
- 3月21日——蘇瑋婷：新聞主播。
- 3月23日——尹崇珍：演員，是尹衍樑姪女。
- 3月30日——田馥甄：歌手、演員、主持人，是S.H.E成員之一。
- 3月31日——李定楠：鼓手。
- 4月1日——施祥德：導演。
- 4月2日——
  - 柯孟欣：主持人，曾是YOYO家族成員，離開後改名為「柯又晨」，現改為「柯羽希」。
  - 陳昭穎：棒球捕手，現被終身禁賽。
- 4月5日——黃嫈珺：政治人物。
- 4月6日——廖晟勳：羽球選手。
- 4月10日——余苑綺：演員、主持人，是余天二女。
- 4月22日——張嘉哲：田徑運動員。
- 4月23日——張熙恩：演員、模特兒。
- 5月1日——安真佑：歌手、演員、主持人，是Fantasy 4成員之一。
- 5月5日——張維洲：政治人物。
- 5月7日——
  - 曾治翰：棒球選手。
  - 陳栢青：作家。
- 5月10日——高允漢：演員。
- 5月12日——何明站：足球運動員。
- 5月19日——
  - 韓琳：演員。
  - 洪藜恩：新聞主播、演員、主持人。
- 5月21日——王男桂：籃球教練。
- 5月24日——陳佩真：政治人物。
- 5月26日——蔡英峰：棒球選手。
- 5月27日——李易：演員、主持人，是六月之夫。
- 5月28日——張立昂：演員。
- 5月30日——李騰：主持人，是在新加坡出道並發展的台灣藝人。
- 5月31日——陳妍希：歌手、演員。
- 6月1日——田壘，籃球選手。曾效力於台灣超級籃球聯賽達欣工程籃球隊。
- 6月2日——
  - 劉明峰：歌手、烏克麗麗演奏家，是音樂鐵人主唱。
  - 楊博壬：棒球選手。
- 6月5日——
  - 柏妍安：演員、模特兒。
  - 蘇建榮：棒球選手。
- 6月7日——王湘涵：演員、主持人。
- 6月10日——薛仕凌：歌手、演員，是大嘴巴成員之一。
- 6月11日——辜姵婷：羽球選手。
- 6月13日——郭銘仁：棒球選手。
- 6月15日——周岳澄：編曲家。
- 6月18日——
  - 王尹平：模特兒。
  - 許栢昂：導演。
- 6月20日——應采兒：演員，是在香港出道並發展的台灣藝人。
- 6月24日——余書農：棒球選手。
- 6月25日——張家銨：政治人物。
- 7月1日——葉丁仁：棒球選手。
- 7月2日——蔡亞臻：演員。
- 7月4日——吳政勳：演員。
- 7月5日——王沁芳：柔道選手。
- 7月7日——鍾承翰：演員、模特兒。
- 7月8日——簡翔棋：演員、主持人，是模范棒棒堂第一代成員之一。
- 7月9日——鍾欣愉：演員、主持人。
- 7月11日——
  - 77老大：YouTube網紅。
  - 苟芸慧：演員，是在香港出道並發展的台灣藝人，曾獲選國際中華小姐冠軍、多倫多華裔小姐冠軍。
- 7月13日——陳鏞基：棒球選手。
- 7月14日——
  - 陳葦蓁：政治人物，是在加拿大定居並擔任官員的台灣人。
  - 江秉彝：幕僚，曾任親民黨團立法院助理。
- 7月15日——朱珍瑤：政治人物，曾於2000至2009年間參加中國小姐、世界小姐、環球小姐等賽事而獲得「選美皇后」稱號。
- 7月17日——潘忠孝：棒球選手。
- 7月18日——呂安弦：導演、編劇、剪輯師。
- 7月20日——劉容嘉：歌手、演員、主持人，是劉黛瑩之姊。
- 7月23日——謝裕興：羽球選手。
- 7月24日——
  - 巴鈺：演員、主持人。
  - 呂欣潔：人權運動人士。
- 7月29日——詹為元：政治人物。
- 7月30日——江凌青：作家。
- 8月2日——藍浩語：籃球運動員。
- 8月8日——張瑞涵：演員。
- 8月12日——黃宏任：棒球選手。
- 8月13日——郭怡伶：演員、通告藝人，是嘻哈甜心成員之一。
- 8月14日——
  - 盧彥勳：網球選手。生涯贏得29座ATP挑戰賽單打冠軍，為史上最多男單頭銜紀錄保持人
  - 謝偉軍：舉重運動員。
- 8月16日——張涵雅：歌手、教師。
- 8月17日——郭惠妮：新聞主播、部落客、主持人、通告藝人。
- 8月18日——李義偉：棒球捕手。
- 8月19日——林紀妏：籃球教練。
- 8月20日——林士程：配音員。
- 8月21日——周佳琦：羽球選手。
- 8月26日——吳敬晨：電競經理。
- 8月27日——
  - 王麗雅：模特兒、馬拉松愛好者。
  - 陳柏霖，男演員、歌手。曾演出電影《BBS鄉民的正義》、《愛情無全順》。
- 9月4日——
  - 游詩璟：演員、主持人。
  - 賴世凱：貝斯手，是MP魔幻力量前團長。
- 9月6日——張芸京：歌手。
- 9月7日——歐陽靖：演員、馬拉松愛好者，是譚艾珍獨生女。
- 9月9日——官大元：棒球選手。
- 9月11日——
  - 游顥：政治人物。
  - 高天麟：籃球運動員。
- 9月13日——
  - 李姝妍：演員。
  - 趙志堅：田徑運動員。
- 9月14日——江振愷：演員、主持人。
- 9月17日——
  - 張立東：諧星、演員、主持人、通告藝人。
  - 李佳鴻：軟式網球運動員。
- 9月20日——
  - A-Lin：歌手。
  - 安鈞璨：歌手、演員，是可米小子成員之一。
  - 謝明宗：棒球選手。
  - 黃昊昀：空手道選手。
  - 柳林瑋：社會運動人士。
- 9月21日——陳姿利：新聞主播。
- 9月22日——
  - 蔡裴琳：演員。
  - 簡愷樂：歌手、演員、主持人，是YOYO家族成員之一。
- 9月27日——
  - 康哲瑋：棒球選手。
  - 蔣智聰：棒球選手。
- 9月29日——嚴俊傑：鋼琴家。
- 10月1日——
  - 黃尚禾：演員。
  - 王信凱：籃球運動員。
- 10月3日——陳迪：網球選手。
- 10月5日——陸廷威：演員。
- 10月8日——吳亞馨：演員、模特兒、主持人。
- 10月15日——蔡佩真：花式撞球選手。
- 10月20日——林穎孟：政治人物。
- 10月21日——曾柏辰：演員。
- 10月22日——鄒守宏：演員。
- 10月23日——
  - 賴俊男：棒球選手。
  - 何盡平：田徑運動員。
- 10月26日——黃翊：舞者、編舞家。
- 10月27日——
  - 柯孟融：導演。
  - 張賢智：棒球選手。
- 10月29日——
  - 楊子黎：主持人，是MOMO家族成員之一。
  - 宋昱璁：配音員。
- 10月31日——
  - 是元介：歌手、演員、主持人，是元衛覺醒成員之一。
  - 李冠緯：棒球捕手。
- 11月2日——黃建為：歌手。
- 11月8日——王家閔：羽球選手。
- 11月9日——
  - 郭振維：射箭選手。
  - 張馨：羽球選手。
- 11月10日——吳婉君：演員。
- 11月11日——孟翔：歌手，是孟飛之子。
- 11月13日——廖人帥：導演。
- 11月15日——
  - 寇家瑞：演員，是寇世勳長子。
  - 黃政琦：棒球選手，現被終身禁賽。
- 11月16日——周士淵：籃球運動員。
- 11月22日——
  - 宋念宇：歌手。
  - 陳慈慧：政治人物。
- 11月23日——陳逸達：圍棋棋士。
- 11月24日——
  - 張智倫：會計師。
  - 蔡耀勛：籃球教練。
  - 張舒涵：花式撞球選手。
- 11月28日——黃鴻升：歌手、演員、主持人，是丸子成員之一。
- 12月1日——何承翰：動物保護人士，曾任台北市政府動保委員、台灣愛貓協會理事。
- 12月6日——劉家秀：籃球教練。
- 12月9日——王又正：記者、主持人。
- 12月15日——
  - 陳若儀：模特兒。
  - 張恩慈：當代藝術家。
- 12月16日——
  - 林莉婷：新聞主播。
  - 莊雨潔：新聞主播、演員。
- 12月17日——林秉宥：政治人物。
- 12月19日——
  - 李昕芸：新聞主播。
  - 張士堂：超級星光大道參賽者。
- 12月20日——
  - 黃怡文：新聞主播。
  - 黃尹宣：歌手、主持人，是CIRCUS成員之一。
  - 田家榛：射擊選手。
- 12月25日——桂綸鎂：演員。
- 12月28日——
  - 張孝全：演員。
  - 賀軍翔：演員。
- 12月29日——
  - 馬友芯：演員。
  - 尤清韋：棒球選手。

## 逝世
- 1月4日——蔡培火，日治時期社會運動者。參與台灣議會設置請願運動、曾任《臺灣民報》編輯兼發行人。（1889年出生）
- 2月6日——李梅樹，畫家。曾主導重修三峽祖師廟。（1902年出生）
- 4月2日——張大千，藝術家。
- 6月30日——許世賢，醫師、政治人物，首任嘉義市市長，有「嘉義媽祖婆」之稱。（1908年出生）